# Marcel Bîrsan
Marcel Bîrsan (* 18. Februar 1982 in Bukarest) ist ein rumänischer Fußballschiedsrichter.

## Werdegang
Bîrsan leitet seit der Saison 2011/12 Spiele in der rumänischen Liga 1. Insgesamt war er bislang bei mehr als 220 Ligaspielen im Einsatz.
Seit 2019 steht Bîrsan auf der Liste der FIFA-Schiedsrichter (seit 2023 auch als Videoschiedsrichter) und leitet internationale Fußballspiele, darunter bislang ein Spiel in der Qualifikation zur Europa League und drei Spiele in der Qualifikation zur Champions League sowie weitere Qualifikations- und Freundschaftsspiele.
Bîrsan leitete mehrere Finalspiele im rumänischen Vereinsfußball. Am 2. Mai 2018 pfiff er das Finale der Cupa României 2017/18 zwischen dem FC Hermannstadt und CS Universitatea Craiova (0:2). Am 15. Mai 2024 leitete Bîrsan das Finale der Cupa României 2023/24 zwischen Corvinul Hunedoara und Oțelul Galați (2:2 n. V., 3:2 i. E.).
Hauptberuflich arbeitet Bîrsan als Jurist.